# Aleš Michl
Aleš Michl (* 18. října 1977 Praha) je český ekonom, od 1. prosince 2018 člen bankovní rady ČNB a od 1. července 2022 pátý guvernér České národní banky, jmenovaný na šestileté období. 
Michl je bývalý bankovní investiční analytik a spoluzakladatel algoritmicky řízeného fondu pro správu aktiv. Je autorem akademických a populárně-naučných článků a knih o ekonomice a popularizaci matematiky.
V roce 2025 získal ocenění časopisu The Banker nejlepší guvernér za region Evropa a cenu guvernér roku v rámci Central Banking Awards 2025.

## Vzdělání
Vystudoval Fakultu financí a účetnictví Vysoké školy ekonomické v Praze (v roce 2002 získal titul Ing., v roce 2020 titul Ph.D.). V roce 2005 dokončil program teorie her a psychologie rozhodování na britské London School of Economics and Political Science a v roce 2009 kurz správy investičního portfolia na Wharton School při Pensylvánské univerzitě ve Filadelfii.

## Kariéra
V letech 2006 až 2015 pracoval jako analytik a investiční stratég v Raiffeisenbank. Spoluzakládal algoritmický fond pro správu aktiv zaměřující se na americké akciové trhy a český peněžní trh. Ke dni vzniku funkce v bankovní radě ČNB tyto své aktivity ukončil. V únoru 2014 se stal externím poradcem Ministerstva financí ČR se zaměřením na makroekonomickou analýzu a stabilizaci státního dluhu. V té době Česko zaznamenalo rekordní přebytky státního rozpočtu tři roky za sebou. Od 1. prosince 2018 byl jmenován členem bankovní rady ČNB.

## Guvernér
V červenci 2022 nastoupil do funkce guvernéra České národní banky.
Ve svém projevu po jmenování guvernérem v polovině roku 2022 Michl slíbil, že do dvou let dostane inflaci pod kontrolu. Zdůraznil potřebu udržet vyšší úrokové sazby, než bylo běžné v minulém desetiletí, a obhajoval ekonomiku poháněnou spíše úsporami než dluhy. Pod jeho vedením se strategie banky v boji proti inflaci rozšířila o politiku silné koruny, která snížila náklady na dovoz drahých surovin a naopak pomohla snížit inflaci. Na jaře 2023 dosáhla ČNB nejpřísnějších měnových podmínek za posledních dvacet let a koruna dosáhla nejsilnější úrovně v historii. V únoru, březnu a červnu 2024 ČNB úspěšně snížila meziroční inflaci na 2% cíl, což je úroveň, které se nepodařilo dosáhnout od prosince 2018. Došlo tím k obnovení cenové stability a naplnění zákonného mandátu banky. Michl byl jedním z prvních centrálních bankéřů v Evropě, kteří tento cíl splnili.
Pod jeho vedením ČNB v roce 2023 poprvé po deseti letech snížila počet pracovních pozic, neboť se instituce potýkala s rekordním růstem provozních výdajů. V reakci na to byla v roce 2023 provedena rozsáhlá racionalizace, která zahrnovala redukci vrcholného managementu přímo podléhajícího bankovní radě ze sedmnácti na čtrnáct ředitelů a snížení celkového počtu pracovních míst o 5,1 %, což bylo první takto rozsáhlé snížení počtu pracovních míst za posledních deset let.
V lednu 2025 na jednání bankovní rady zadal provést analýzu, jejímž cílem je posoudit možnost investic devizových rezerv do dalších tříd aktiv. Michl se tak stal prvním guvernérem centrální banky z vyspělých zemí, který o možnosti investovat do bitcoinů veřejně hovořil. Zdůraznil, že myšlenka je zatím ve fázi analýzy a diskuse. Hodnota bitcoinu má podle něj významnou volatilitu, což ztěžuje využití jeho současné nízké korelace s ostatními aktivy. Podle Michla může hodnota této kryptoměny nabýt v budoucnosti obou extrémů, nuly i výrazné výšky.

## Autorská tvorba

### Významné proslovy
- Cesta k cíli (Projev na Vysoké škole ekonomické v Praze v rámci diskuse na téma Inflace: Cesta k cíli)[20]
- Cesta k cíli II (Projev na shromáždění členů České bankovní asociace)[21]
- Aleš Michl: Současná úroveň inflace zatím neumožňuje snížit úrokové sazby (Proslov v Senátu Parlamentu ČR při projednávání Zprávy o výkonu dohledu nad finančním trhem v roce 2022)[22]
- Cesta k cíli III (Projev na Univerzitě Tomáše Bati ve Zlíně v rámci diskuse na téma Inflace: Cesta k cíli III)[12]
- Cíl (Projev guvernéra během vystoupení na diskusním fóru ČNB v Pardubicích)[13]
- Zkrocení inflace z 18 % na 2 % a vize ziskové centrální banky (Vystoupení guvernéra Aleše Michla na konferenci Central Banking Summer Meetings v Londýně)[23]

### Knihy
- MICHLiq - průvodce ekonomií a investicemi, 2014[24]
- Jestřábi a holubice, 2019[25]
- Reset ekonomiky, 2021[26]
- Matematické hádanky guvernéra ČNB, 2024[27]

### Akademický výzkum
- The Rushin Index: A Weekly Indicator of Czech Economic Activity, Tomáš Adam, Ondřej Michálek, Aleš Michl, Eva Slezáková[28]
- Balancing Volatility and Returns in the Czech National Bank's Foreign Exchange Portfolio, Tomáš Adam, Aleš Michl, Michal Škoda[29]
- Peníze a inflace: ztracená kointegrace, Aleš Michl[30]
- Ten Years Later: Lessons for DSGE Builders and Czech Policy Makers, Aleš Michl[31]
- Nová kritéria pro přijetí eura, Aleš Michl[32]